# 후베촌 (오이타현)
후베촌(封戸村)은 오이타현 우사군에 설치되었던 촌이다. 현재의 우사시, 분고타카다시의 일부에 해당한다.